# Adolph Tidemand

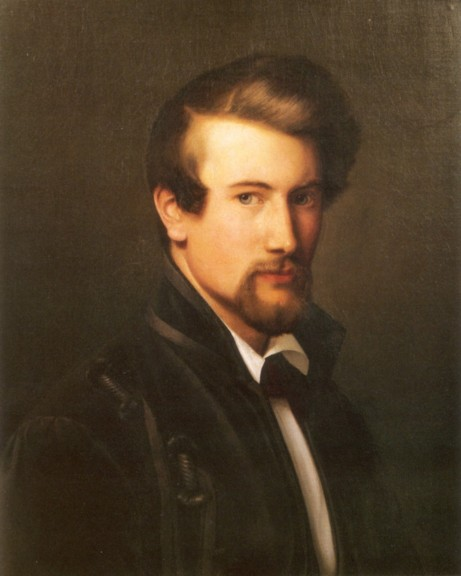
Autorretrato (1838).

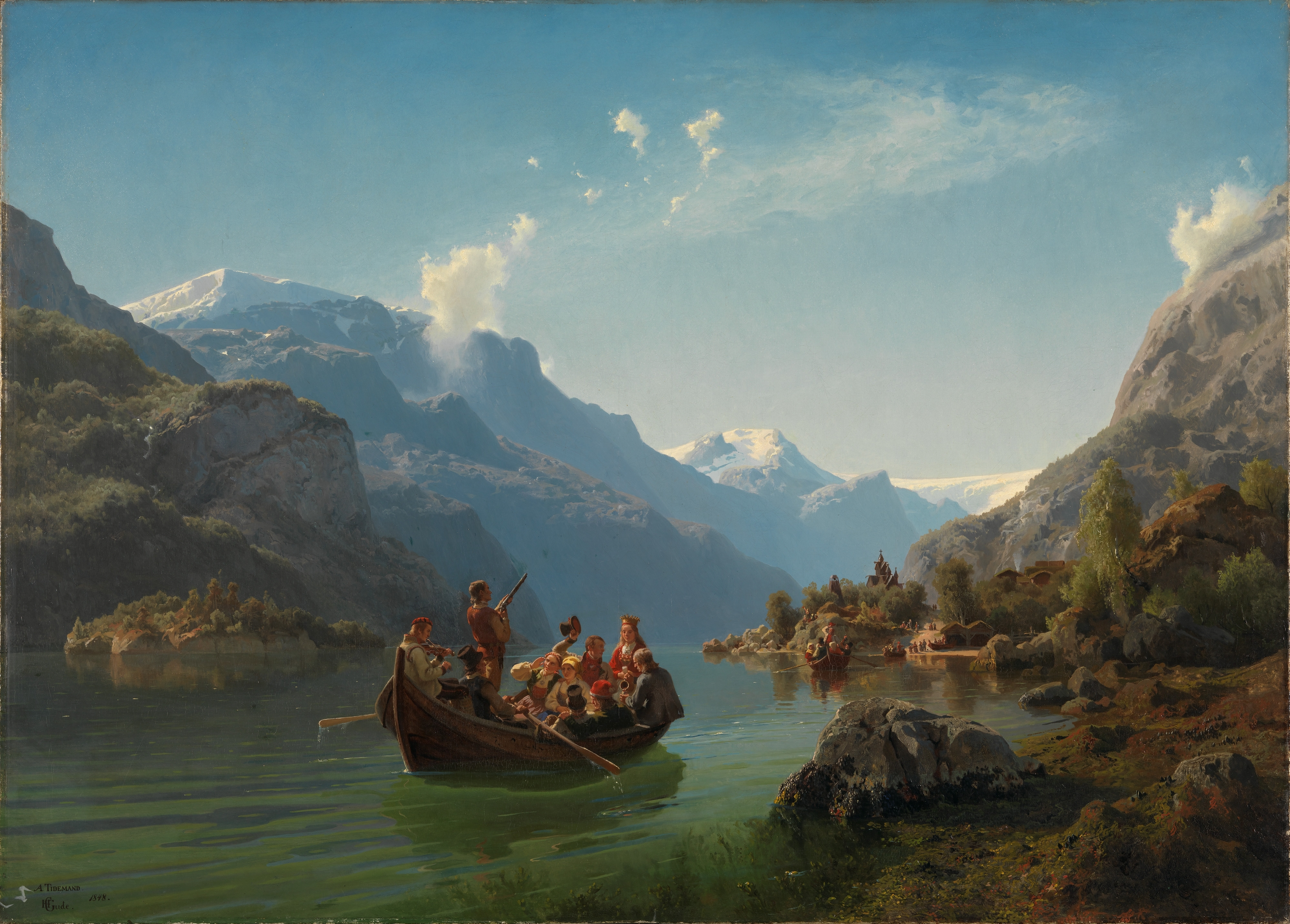
La Procesión nupcial en Hardanger (1848). Nasjonalgalleriet (Oslo).

Adolph Tidemand (Mandal, 14 de agosto de 1814 - Cristianía, 25 de agosto de 1876). Pintor romántico noruego. Varias de sus pinturas se encuentran entre las obras más conocidas del nacionalismo romántico noruego de las décadas de 1840 y 1850. Entre sus obras representativas se hallan la Procesión nupcial en Hardanger (1848, junto a Hans Gude) y Los Haugianos (1852).
Su obra romántica incluye motivos sentimentalistas y dramáticos, incluidos en una serie de paisajes donde se refleja la intensidad de la naturaleza, así como temas históricos y escenas típicas de la cultura rural de Noruega. 

## Biografía
Adolph Tidemand fue hijo del inspector fiscal y congresista Christen Tidemand y de la danesa Johanne Henriette Haste, nacida en Copenhague. Adolph recibió desde niño clases particulares de dibujo en el hogar paterno. En vez de ingresar a la Escuela de Arte de Cristianía, la institución más común para estudiantes de arte noruegos, Adolph viajó a Copenhague, ciudad donde estudiaría entre 1832 y 1837. Tras haber sido rechazado en la Real Academia Danesa de Arte y estudiar brevemente en una escuela privada, fue finalmente aceptado en aquella en 1833. Desde 1835 obtuvo distinciones en las exposiciones de la academia.
En 1837 comenzó a estudiar en la Academia de Arte de Düsseldorf, que en ese entonces tenía gran renombre en varios países. En 1841 realizó un viaje de estudios a Italia junto con su hermano Emil. De ese período pocas obras perduran, entre ellas Pescadores napolitanos. Entre 1842 y 1845 efectuó varios viajes de estudios a Noruega; de esos viajes datan varios cuadros que ilustran los paisajes y la cultura de los pueblos de Noruega.
Se casó en 1845 con su amiga de infancia Claudine Marie Bergitte Jæger. El matrimonio residió en Düsseldorf desde ese mismo año. Ahí pintó las primeras de varias versiones de Los Haugianos.
En 1848, cuando residía en Noruega a causa de las revoluciones en Alemania, Tidemand y Hans Gude recibieron un encargo del Teatro de Cristianía para pintar varios cuadros. De ellos, el ejemplo más notable es La procesión nupcial en Handanger (1848) para ilustrar la puesta en escena de una composición musical de Andreas Munch y Halvdan Kjerulf.
Desde la década de 1850 regresó a vivir a Düsseldorf, donde trabajaría intensamente, a la vez que realizaba cortos viajes a Noruega y a otros países. Participó en la categoría honorífica de la Exposición Universal de París de 1867; en 1869 obtuvo el grado de profesor emérito de la Academia de Düsseldorf.
Falleció en Düsseldof en 1876, dos años después de la muerte de su joven hijo Adolph.